# Lijst van Japanse dichters
Hieronder staat een lijst van Japanstalige dichters. 

## A
- Akiko Yosano

## F
- Fujiwara no Teika

## K
- Karai Hachiemon
- Shuichi Kato
- Kume no Wakame
- Kyo (zanger)

## M
- Masaoka Shiki
- Teizo Matsumura
- Matsuo Basho
- Kenji Miyazawa
- Saito Mokichi

## S
- Toyo Shibata
- Sugawara no Michizane

## Y
- Murasaki Yamada
- Rie Yasumi